# Beyond D'Valley of D'Molls
Beyond D'Valley of D'Molls è un album raccolte dei D'Molls, uscito il 5 agosto 1997 per l'Etichetta discografica Delinquent Records.

## Tracce
1. Action (D'Molls)
2. All I Want (D'Molls)
3. Hi 'N' Low (D'Molls)
4. Shadows (D'Molls)
5. Sweet Cherry (D'Molls)
6. Olde Tyme Picture (D'Molls)
7. The Answer (D'Molls)
8. Highway Man (D'Molls)
9. Ladies' Stall (D'Molls)
10. Crimes of Fashion (D'Molls)
11. D'Stroll (D'Molls)
12. Limelight [live] (D'Molls)
13. Supersonic [live] (D'Molls)
14. Really Got It Bad [live] (D'Molls)

## Formazione
- Desi Rexx - voce, chitarra
- S.S. Priest - chitarra
- Lizzy Valentine - Bass, voce
- Billy Dior - batteria, voce